# バート・フォーゲルシュタイン
バート・フォーゲルシュタイン（Bert Vogelstein, 1949年6月2日 - ）は、アメリカ合衆国のがん研究者。ジョンズ・ホプキンズ大学教授（腫瘍学）。癌ゲノミクス分野の先駆者として著名であり、主な業績はがん抑制遺伝子p53の発見。

## 来歴
メリーランド州ボルティモア出身。1970年にペンシルバニア大学を卒業後、1974年にジョンズ・ホプキンズ大学で医学博士号を取得し、附属病院に小児科医として勤務。1976年から1978年までアメリカ国立がん研究所に勤務し、1989年から現職。ハワード・ヒューズ医学研究所所属。がん研究医として主に結腸がんや直腸がんを研究している。

## 主な受賞歴
- 1992年 - ガードナー国際賞
- 1993年 - リチャード・ラウンズベリー賞
- 1994年 - ディクソン賞 医学部門
- 1994年 - パサノ賞
- 1994年 - エルンスト・シエーリング賞
- 1998年 - ルイザ・グロス・ホロウィッツ賞
- 1998年 - パウル・エールリヒ&ルートヴィヒ・ダルムシュテッター賞
- 1998年 - ウィリアム・アラン賞
- 2001年 - ハーヴェイ賞
- 2002年〜2005年 - トムソン・ロイター引用栄誉賞
- 2004年 - アストゥリアス皇太子賞 学術・技術研究部門
- 2013年 - 生命科学ブレイクスルー賞
- 2014年 - ウォーレン賞
- 2015年 - 国際ポール・ヤンセン生物医学研究賞
- 2018年 - ダン・デイヴィッド賞
- 2019年 - グルーバー賞 神経科学部門
- 2019年 - オールバニ・メディカルセンター賞
- 2020年 - ジェシー・スティーヴンソン・コヴァレンコ・メダル
- 2021年 - 日本国際賞[1]